# Overath
Overath es una ciudad alemana del distrito de Renania-Berg, en el sur de Renania del Norte-Westfalia. En 1060 fue la primera vez que se mencionó sobre su existencia. Su población es de aproximadamente 27.000 personas (dic. 2009).

## Geografía
El núcleo principal se encuentra a unos 25 kilómetros al este de Colonia en la ríbera del río Agger en la zona de Bergischer. Los demás núcleos se encuentran en Aggertal, junto al río Sülz y en las colinas circundantes.
El punto más alto del término, y también de todo el distrito de Rheinisch-Bergischen es de 348 metros, se trata de Kleine Heckberg (pequeña Heckberg) por Federath.
Overath limita al oeste con Rösrath y al noroeste con Bergisch Gladbach (ambos municipios pertenecientes al distrito de Rheinisch-Bergischer, al Noreste con Lindlar y al este con Engelskirschen (pertenecientes estos dos al distrito de Oberbergischer), también al sureste con Much. Al sur con Neunkirchen-Seelscheid y al sudoeste con Lohmar (en el distrito de Rhein-Sieg).

## Pedanías

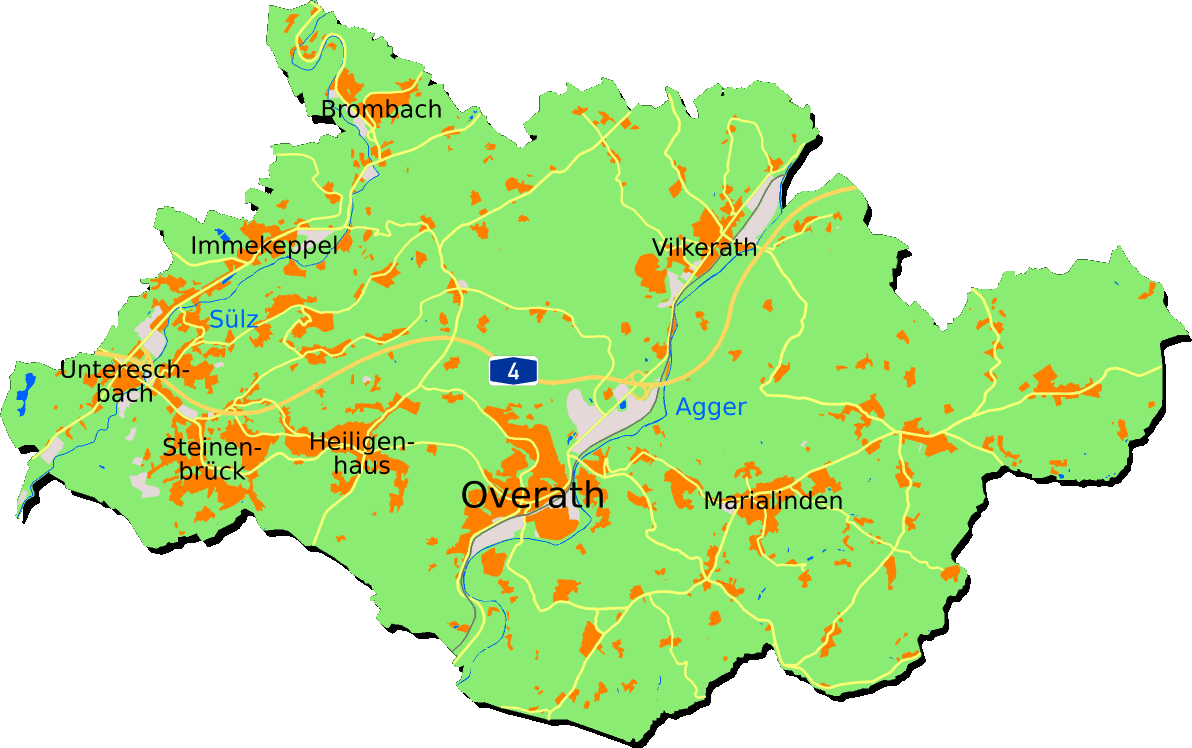
Mapa de las pedanías de Overath.

Overath tiene 7 Stadtteile (literalmente partes de ciudad), se refiere a las divisiones del término, donde en cada división hay un núcleo urbano a modo de pedanía (Orsteile).
- Brombach
- Heiligenhaus
- Immekeppel
- Marialinden
- Steinenbrück
- Untereschbach
- Vilkerath

Otras pedanías sin división de término son: 
Abelsnaaf – Altenbrück – Bengelshöhe – Bixnaaf – Breidenassel – Brombacherberg – Burg – Cyriax – Eulenthal – Falkemich – Federath – Groß Oderscheid – Großhurden – Großschwamborn – Halzemich – Hentgesnaaf – Hufe – Hufenstuhl – Höhe – Kaule – Kepplerburg – Klef – Kleinoderscheid – Kleinschwamborn – Kotten – Krahwinkel – Krampenhöhe – Kreutzhäuschen – Landwehr – Leffelsend – Linde – Lokenbach – Lorkenhöhe – Lölsberg – Meegen – Meesbalken – Mittelauel – Neuenhaus – Niedergrützenbach – Oberauel – Obergrützenbach – Obermiebach – Obersteeg – Probstbalken – Rappenhohn – Rittberg – Rott – Schalken – Schlingenthal – Siefen – Unterauel – Viersbrücken – Voßwinkel – Warth.

## Escudo
El escudo de Overath se utiliza desde el 5 de marzo de 1938. 

„Geteilt von Silber und Blau, oben ein schreitender, doppelschwänziger, blau gekrönter, blau bewehrter roter Löwe, unten eine schwebende goldene Glocke.“
Escudo partido. 1º, de plata, un león de gules, cola horquillada, linguado y uñado de azur y coronado de lo mismo. 2º, de azur, una campana de oro.
Blasonado del escudo de Overath.

Escudo de Overath.

El león del escudo es el león de Bergische. Pertenecía anteriormente a la casa de los condes de Berg. La campana puede que aluda a que residían en Overath unos fundidores de campanas del siglo XIV al XVI. Sin embargo existen dudas, si en Overath se hubieran fundido campanas. De hecho hasta ahora hay unas 130 campanas recuperadas, que se les puede atribuir a un taller perteneciente a la familia "von Ouerraide". Pero es posible que el taller estuviera ubicado en Colonia.

## Historia

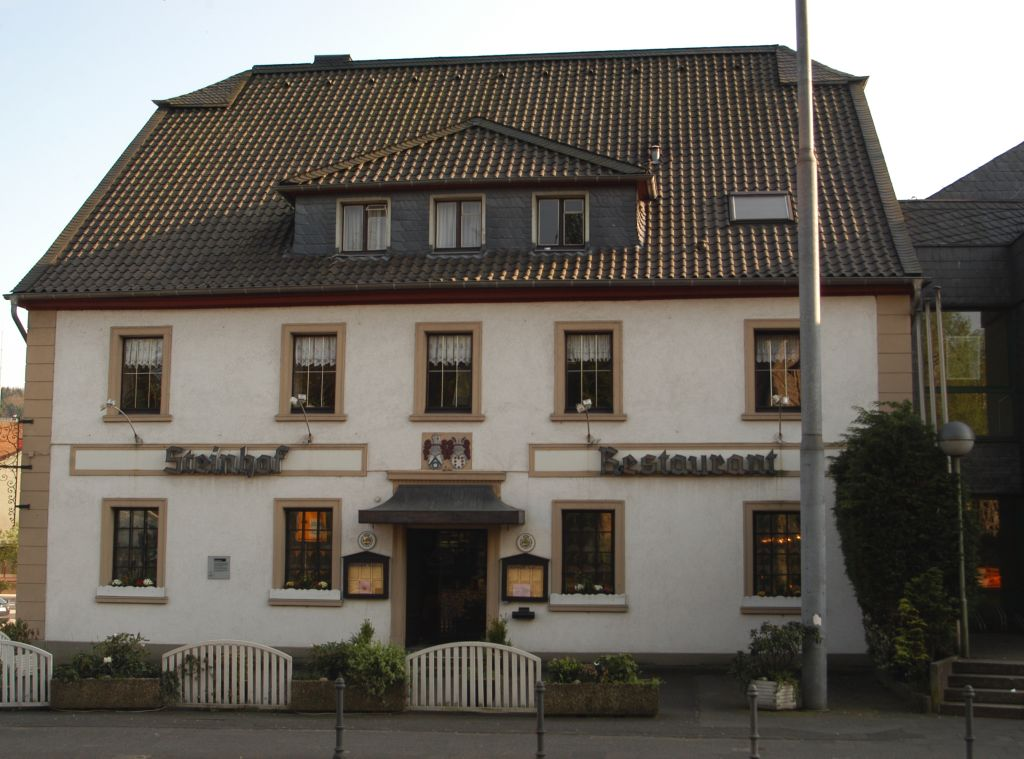
La Steinhof, hoy en día un restaurante, es una de las sucursales más antiguas de Overath. El edificio actual data de 1662.

Se menciona por primera vez alrededor de 1065 y era conocido como "Achera" (por el río Agger). Probablemente debido al asentamiento que hubo en Aue-Rodung el nombre cambiaría a Ouerode, en torno al 1280, "Ovverrode" en 1304, "Overadt" en 1582 y finalmente a Overath. Por aquel entonces sería dividido por el arzobispo Anno II de Colonia en Oberacher (Achera superior) Unteracher (Achera inferior). Fundó con todas sus dependencias el monasterio de Siegburg, que el abad de Siegburg fue también señor feudal de Overath. Anno había adquirido Acher superior e inferior del Obispo de Utrech o, tal vez, de un conde llamado Konrad como resultado de un intercambio. Overath en 1363 sería transferido al conde de Berg a cambio de Blankenberg. Tras esto Overath perteneció al Ducado de Berg, después la distribución territorial de Berg lo asignó al Amt Steinbach.
En la pedanía de Cyriax sería fundado un monasterio de la Abadía de Siegburg como obsequio. Se encuentra a unos 1,5 km del centro de la ciudad, cerca de los centros escolares (Gymnasium y Realschule). Actualmente hoy en día, las tierras de cultivo han dejado de ser cultivadas, pero el monasterio y el resto de las propiedades se conservan todavía.
Ya en 1250 Heiliger, Burg, Oderscheid, Miebach, Balken y Vilkerath eran pedanías de Overath. Durante la reestructuración municipal de acuerdo a la ley «§ 10-Colonia Ley 1 de enero de 1975» algunos distritos de la antigua ciudad de Bensgerg (absorbida por Bergisch Gladbach) serían incorporadas a Overath, como Immekeppel y Unteresachbach. Del mismo modo, otras partes serían incorporadas a los municipios de Hohkeppel y Rösrath. Esta otorgación la posee Overath desde el 1 de enero de 1997.

## Política
El alcalde es Andreas Heider de Unión Demócrata Cristiana (CDU). El primer teniente de alcalde  es el Dr. Dieter Schmitz (FDP), el segundo Rolf Trefz (SPD) y el tercero Siegfried Raimann (CDU) El alcalde anterior fue Heinz-Willi Schwamborn también de CDU y sería elegido en 1999, consiguió el 53,9% de los votos. En 2004 le sustituye Andreas Heider consiguiendo el 51,7 % de los votos y en 2009 consiguió el 41,5 %. Por tanto CDU lleva tres legislaturas consecutivas gobernando en Overath.
| Año  | Escaños     | Escaños    | Escaños    | Escaños    | Escaños              |
| Año  | CDU         | SPD        | FDP        | Los verdes | Alcalde para Overath |
| ---- | ----------- | ---------- | ---------- | ---------- | -------------------- |
| 2009 | 18 (40,6 %) | 9 (20,3 %) | 8 (19,3 %) | 7 (15,1 %) | 2 (3,5 %)            |
| 2004 | 19 (49,1 %) | 9 (24,1 %) | 6 (15,1 %) | 4 (11,7 %) |                      |
| 1999 | 22          | 8          | 5          | 3          |                      |

## Demografía
Los datos hasta 1970 provienen del censo. Los datos a partir de 1975 son los proporcionados por la administración de Renania del Norte-Westfalia y reflejan el crecimiento de la ciudad.
| Gráfica de evolución demográfica de Overath entre 1939 y 2009                           |
|                                                                                         |
| Fuente: Information und Technik Nordrhein-Westfalen - Elaboración gráfica por Wikipedia |

## Religión
En Overath hay una iglesia católica dedicada a Santa Walburga. Hasta 1803 hubo en la pedanía de Cyriax un monasterio dependiente de la abadía benedictina de Michaelberg en Siegburg. En el distrito de Marialinden hay un santuario dedicado a Santa María Visitación.
En la Kapellenstraße, en lo más alto de la ciudad, se encuentra una iglesia evangelista llamada Iglesia de la reconciliación. Hay también una mezquita en la Asociación para el desarrollo en Hammermühle. En la pedanía Steinenbrück se encuentra una Iglesia neoapostólica.

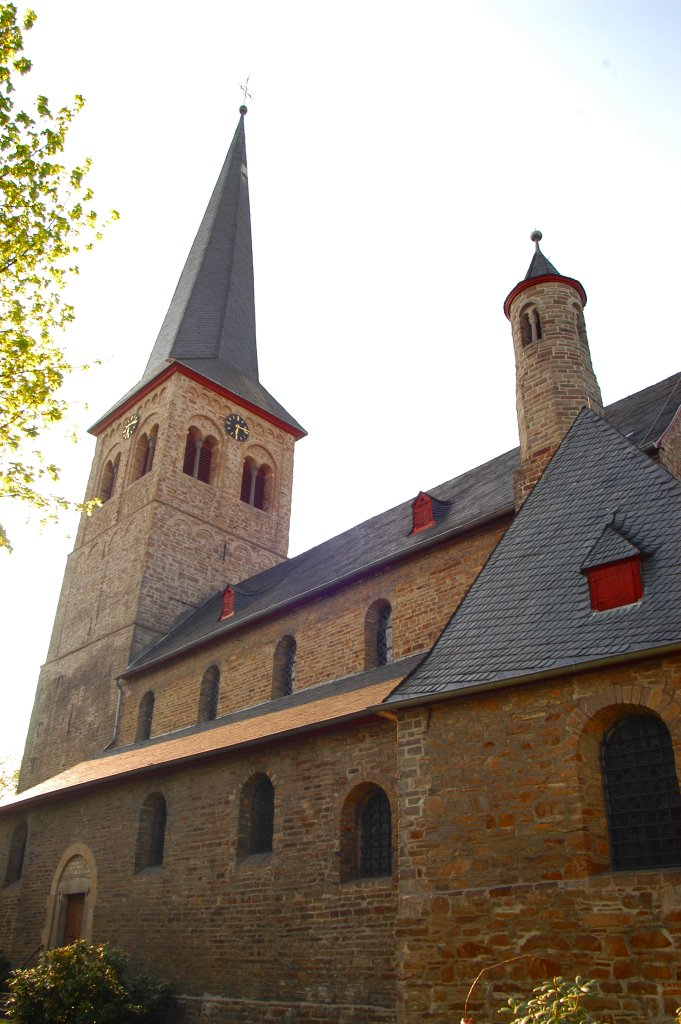
Iglesia de Santa Walburga.
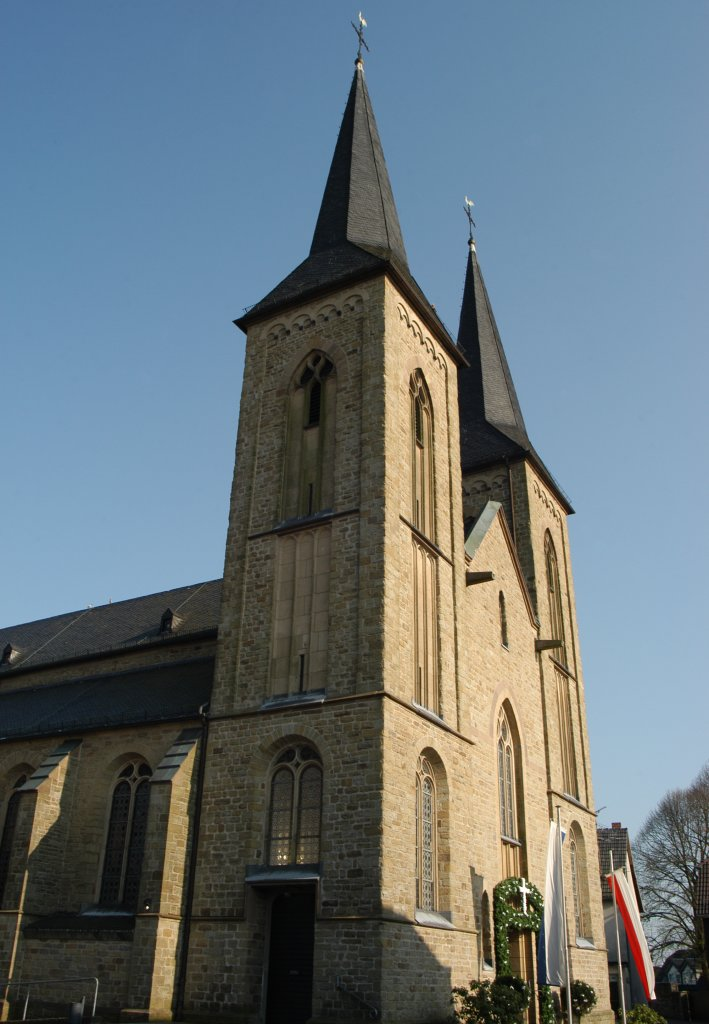
Iglesia de Santa María de la Visitación.
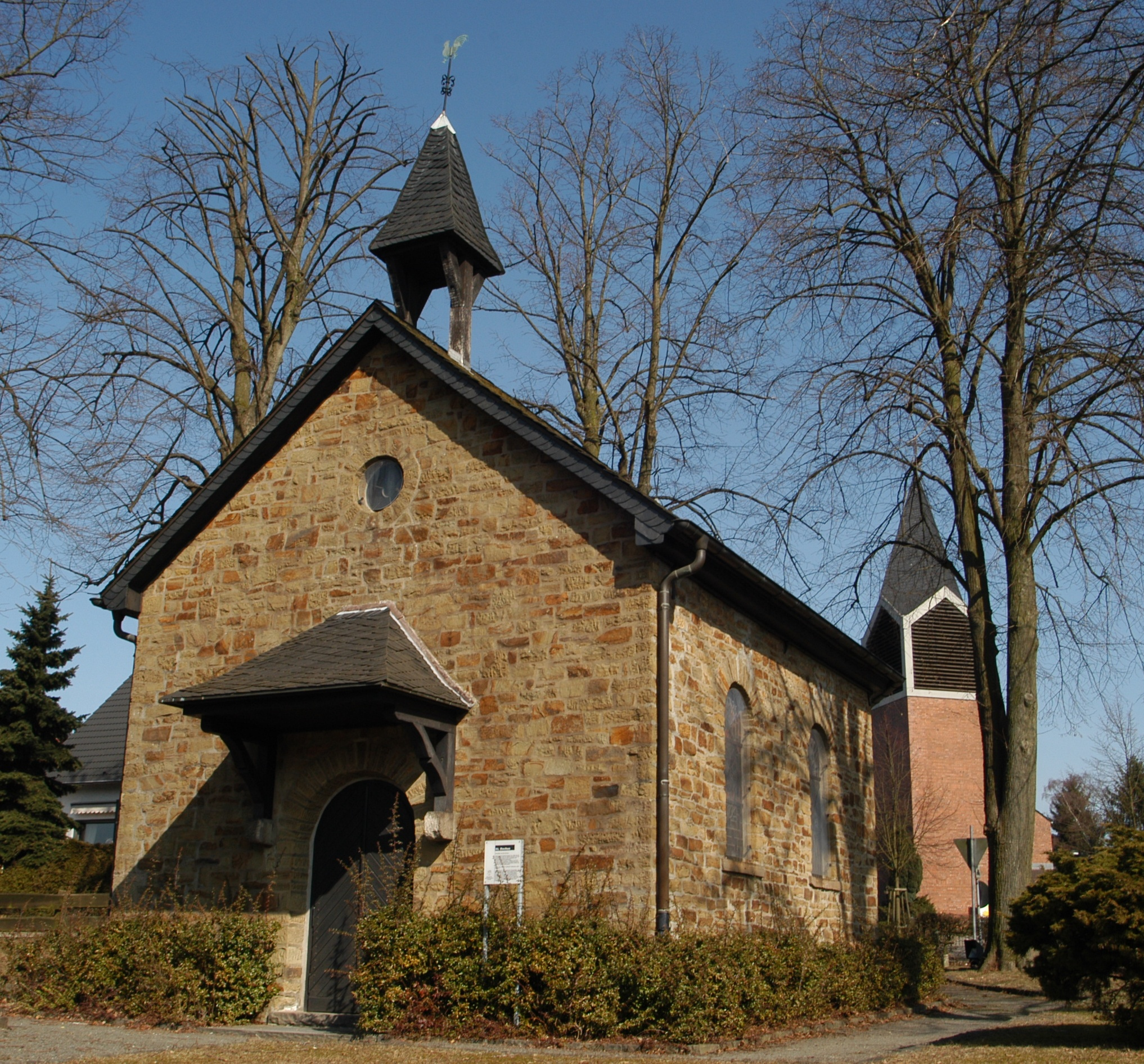
Ermita en Heiligenhaus.
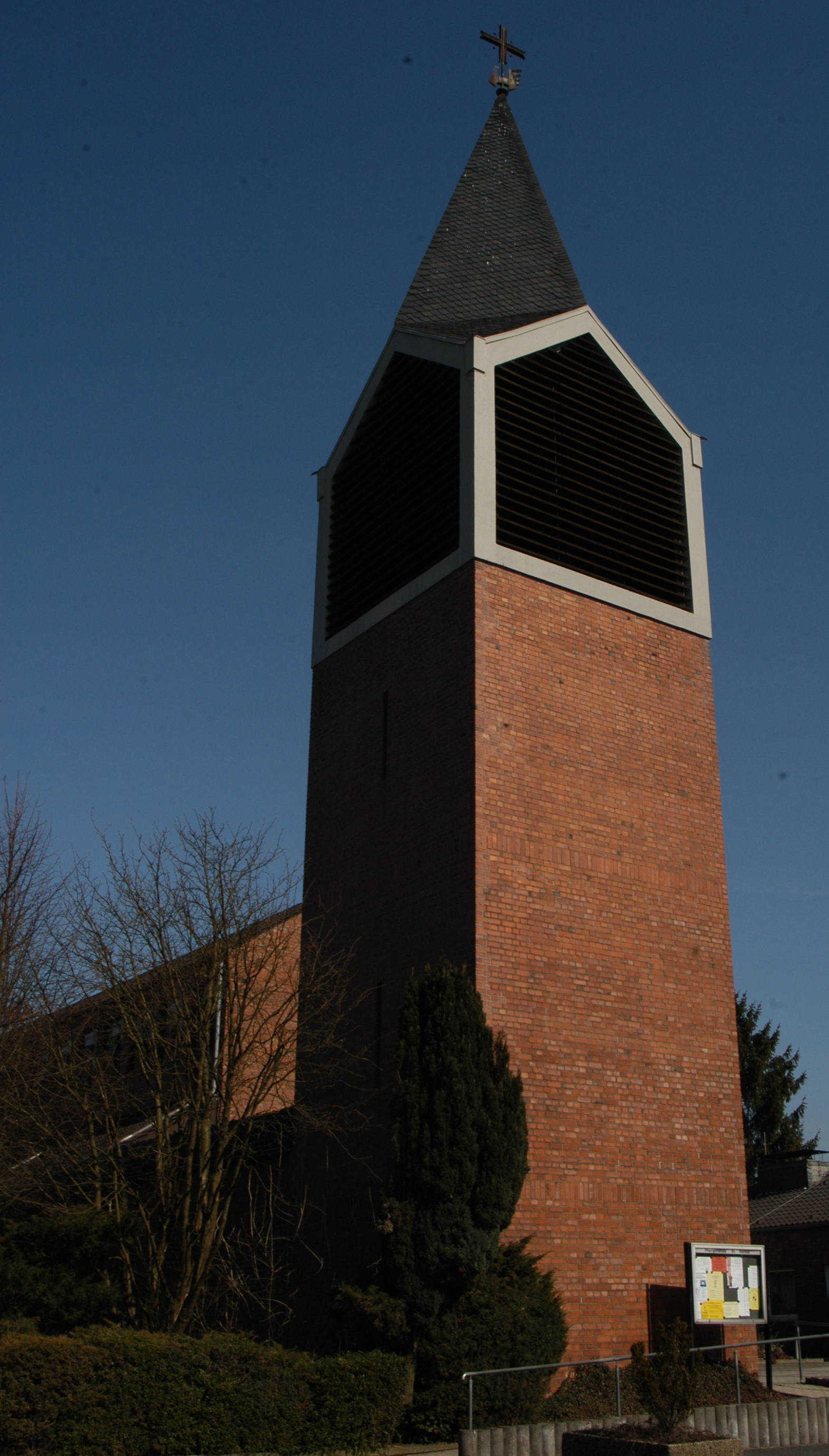
Iglesia de San Roque en Heiligenhaus.

## Hermanamientos
Overath está hermanada con:
- Pérenchies, Francia.
- Colne Valley, Inglaterra, Reino Unido (actualmente forma parte de Kirklees).

## Personajes célebres
- El comediante Ingo Appelt nació en la pedanía de Marialinden.
- Peer Augustinski nació en una pedanía.
- Hans Blum alias Henry Valentino nació en la pedanía de Untergründemich.
- Rainer Deppe, delegado por el distrito de Rheinisch-Bergischen II.
- El famoso moderador de televisión Elton nació Großhurden.
- El boxeador Henry Maske tiene una casa en Ortskerns.
- El cantante de pop Peter Orloff nació en una pedanía.
- El comediante Markus Maria Profitlich tenía su oficina en Untereschbach.
- The Wohlstandskinder empezaron su carrera en Overath.
- La exmujer del futbolista y conocido entrenador, Gero Bisanz vive en Overath.
- Albert Siebenmorgen, desde el año 1919 hasta 1962 fue profesor en Immekeppel.
- El futbolista Stefan Reinartz, se crio en Heiligenhaus.